# Världsmästerskapen i bågskytte 1949
Världsmästerskapen i bågskytte 1949 arrangerades i Paris i Frankrike mellan den 9 och 12 augusti 1949.

## Medaljsummering

### Recurve
| Event                          | Guld                     | Silver                 | Brons                    |
| Herrarnas individuella tävling | Hans Deutgen (SWE)       | Frantisek Hadas (TCH)  | Einar Tang-Holbeck (DEN) |
| Damernas individuella tävling  | Barbara Waterhouse (GBR) | Ragnhild Windahl (SWE) | Trogie Fisher (GBR)      |
| Herrarnas lag                  | Tjeckoslovakien          | Sverige                | Danmark                  |
| Damernas lag                   | Storbritannien           | Sverige                | Frankrike                |

### Medaljtabell
| Pl. | Nation          | Guld | Silver | Brons | Totalt |
| --- | --------------- | ---- | ------ | ----- | ------ |
| 1   | Storbritannien  | 2    | -      | 1     | 3      |
| 2   | Sverige         | 1    | 3      | -     | 4      |
| 3   | Tjeckoslovakien | 1    | 1      | -     | 2      |
| 4   | Danmark         | -    | -      | 2     | 2      |
| 5   | Frankrike       | -    | -      | 1     | 1      |